# Sarah Bonnici
Sarah Bonnici, född 30 maj 1998 i Gozo, är en maltesisk sångare som representerade Malta i Eurovision Song Contest 2024 med låten "Loop". Låten har hon skrivit tillsammans med de svenska låtskrivarna Linnea Deb och Joy Deb. Bidraget kom på sista plats i sin semifinal och kvalificerade sig därför inte till finalen.